# Psittacus erithacus
El loro yaco  (Psittacus erithacus), también conocido como loro gris o loro gris africano, es una especie de ave psitaciforme de la familia de los psitácidos propia de la selva tropical africana. Su aspecto es inconfundible, por su pico negro, su plumaje de color gris y su cola roja. Se encuentra amenazado por la pérdida de hábitat y por las capturas para el tráfico ilegal como mascotas. Se trata de un ave caracterizada por su elevada inteligencia y por su capacidad de memorización e imitación de palabras.

## Descripción
Es un loro de tamaño mediano. Su nombre describe perfectamente su aspecto: a excepción de la cola que es de color rojo, tiene el cuerpo cubierto de plumas con distintas tonalidades de gris. 
Algunos ejemplares presentan plumas rojas en otras partes del cuerpo. El pico y las uñas son de color negro y las patas de color gris oscuro. Miden alrededor de 33 cm de largo (28-39 cm) y pesan unos 475 g (380-600 g). Pueden llegar a vivir entre setenta y noventa años, y hay casos extremos registrados en ejemplares que han llegado a vivir cien años, todo depende de la alimentación que reciba y sus condiciones de vida, ya que como bien es conocido, los aguacates y las pipas dañan en gran medida su hígado, lo que les ha provocado en varios casos la muerte al individuo.

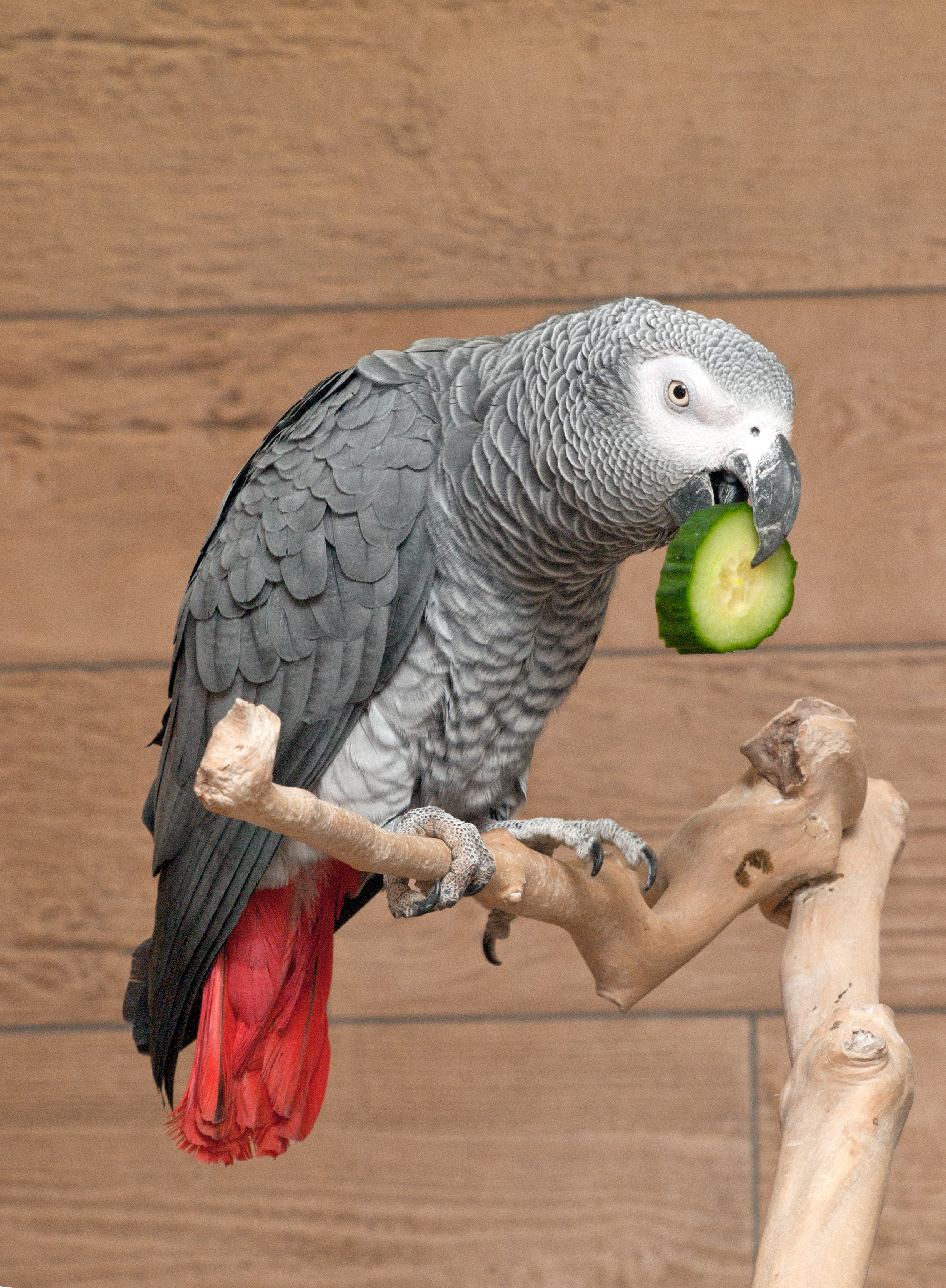
Loro yaco comiendo un pepino.

Estos datos son, así mismo, muy relativos. Hay diferencias significativas entre las poblaciones que habitan las diferentes regiones que integran la gran área de distribución de esta especie. Los individuos que pertenecen a las poblaciones del África Central son más grandes que los del África Occidental.
A todo ello, tenemos que añadir las diferencias intrínsecas al dimorfismo sexual. Las hembras son más pequeñas que los machos. Un macho adulto pesa alrededor de los 530 g (puede llegar a superar los 600 g). La hembra, en cambio, difícilmente llega a superar los 500 g y acostumbra a estar por debajo de los 460 g.
Aparte de estas diferencias por lo que respeta a las medidas, el dimorfismo sexual de esta especie es poco significativo y difícilmente apreciable a simple vista. Las hembras acostumbran a tener un plumaje más claro que los machos (hablando siempre por comparación entre individuos procedentes de una misma zona geográfica). El aspecto general del macho es más macizo, la cabeza más cuadrada y el pico más grande, en relación con las hembras. 
Los individuos inmaduros tienen un peso y medida inferior a la de los adultos y presentan también diferencias de coloración. En ellos el color del iris es muy oscuro cuando los animales tienen pocos meses, para pasar después a un color blanco-gris. 
En jóvenes de más edad es amarillo claro y, finalmente, en los adultos es amarillo intenso. La cola de un joven que aún no haya mudado la pluma no es de color rojo inmaculado como la de los adultos, sino que tiene un tono más negruzco, especialmente en el extremo.

## Comportamiento social y reproducción

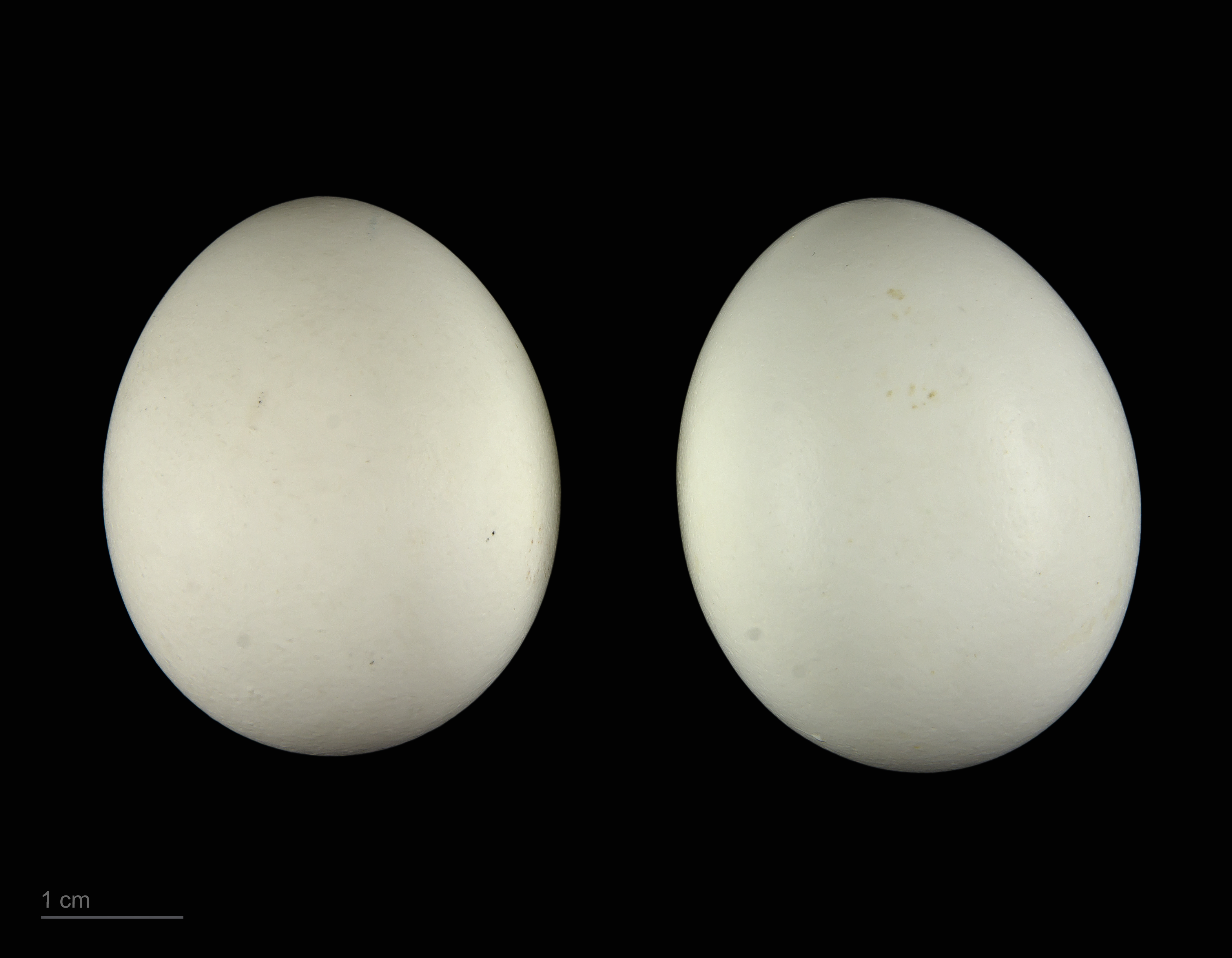
Psittacus erithacus - MHNT

Los loros yaco son animales gregarios que viven en bandadas organizadas jerárquicamente. En una misma bandada pueden congregarse centenares de individuos. Como pasa en la mayor parte de grandes psitácidos, el yaco establece vínculos de pareja estables. La temporada de cría varía dependiendo de la localización geográfica, de las correspondientes condiciones climáticas y de la disponibilidad de alimentos existentes. 
Así, puede haber puestas prácticamente a lo largo de todo el año, si observamos el conjunto del área de distribución. Por ejemplo, en el África Occidental la temporada va de noviembre a abril y, en cambio, en la República Democrática del Congo va de julio a diciembre. 
Construyen los nidos en cavidades de los árboles, a una gran altura respecto del suelo. La media de huevos por puesta es de tres (de dos a cinco). Son de color blanco y miden aproximadamente 36 x 28 mm. La incubación se inicia habitualmente con la puesta del primer o segundo huevo. La incubación dura de veintisiete a treinta días. Los jóvenes abandonan el nido a los setenta u ochenta días.

## Inteligencia
Los loros yaco son muy inteligentes y muchos los consideran una de las especies de loros más inteligentes. Se ha demostrado que muchos se desempeñan al nivel cognitivo de un niño humano de cuatro a seis años en algunas tareas. Se han realizado varios estudios que indican un conjunto de habilidades cognitivas de nivel superior. Los experimentos han demostrado que los loros yaco pueden aprender secuencias numéricas y aprender a asociar voces humanas con los rostros de los humanos que las crean. Se ha informado que los loros yaco son capaces de utilizar palabras para crear algunas yuxtaposiciones. Por ejemplo, banerry, juego de palabras en inglés entre banana y cherry (cereza).
Alex fue un loro gris africano y objeto de un experimento durante treinta años (1977-2007) por parte de la psicóloga animal Irene Pepperberg, inicialmente en la Universidad de Arizona y más tarde en la Universidad de Harvard y en la Universidad Brandeis. Irene Pepperberg compró a Alex en una tienda de mascotas ordinaria, cuando el loro tenía aproximadamente un año de edad.
El nombre de Alex es una sigla del inglés Avian Learning EXperiment (‘Experimento de Estudio Aviario’).
Antes del trabajo de Pepperberg con Alex, la comunidad científica creía que los loros no eran inteligentes y solo podían usar palabras por imitación, pero los logros de Alex indican que los loros podrían ser capaces de decidir a un nivel básico y utilizar palabras de uso frecuente creativamente.
Pepperberg escribió que la inteligencia de Alex estaba a la par con la de los delfines y la de los grandes simios.
También dijo que Alex tenía la inteligencia de un niño de cinco años y que no había utilizado todo su potencial hasta el momento de su muerte.
Dijo también que el loro tenía el nivel emocional de un niño de dos años en el momento de su muerte.
La muerte de Alex fue totalmente inesperada, ya que la vida promedio del loro gris africano es de unos cincuenta años.
Alex parecía sano el día anterior y fue encontrado muerto por la mañana. La causa de muerte es desconocida. Según un comunicado de prensa emitido por Fundación Alex, “Se había diagnosticado que Alex tendría buena salud en su más reciente reconocimiento físico anual, unas dos semanas antes de su muerte. Según el veterinario que realizó la necropsia, no había ninguna causa obvia de muerte.” Según Irene Pepperberg, la pérdida de Alex no detendrá la investigación, pero será un gran contratiempo. El laboratorio tiene dos aves más, pero sus habilidades no se acercan a las de Alex.
El 4 de octubre de 2007 La Fundación Alex publicó los resultados patológicos: 

Alex murió rápidamente. Tuvo un repentino e inesperado evento catastrófico asociado con la arteriosclerosis («endurecimiento de las arterias»). Fue una arritmia fatal, un ataque al corazón o un infarto que le causó la muerte repentina sin sufrimiento. No hubo manera de predecir su fallecimiento. Todas sus pruebas, incluyendo su nivel de colesterol y los niveles de aspiración, eran normales al principio de la semana. Su muerte no guardaba relación con su dieta o su edad. Nuestro veterinario dijo que ha visto eventos similares en aves jóvenes (menores de diez años) o aves con dietas saludables. Es más probable que la genética o el mismo tipo de enfermedades inflamatorias de bajo nivel (imposibles de detectar en aves todavía), que está relacionado con enfermedades cardíacas en humanos, fuera responsable.